# Fordongianus
Fordongianus är en ort och kommun i provinsen Oristano i regionen Sardinien i Italien. Kommunen hade 878 invånare (2017).